# Ford, Northumberland
Ford är en ort och civil parish i Storbritannien.   Den ligger i grevskapet och kommunen Northumberland i riksdelen England, i den centrala delen av landet, 500 km norr om huvudstaden London. Ford ligger 88 meter över havet och antalet invånare är 493.
Terrängen runt Ford är platt åt nordost, men åt sydväst är den kuperad. Terrängen runt Ford sluttar norrut.Runt Ford är det ganska glesbefolkat, med 25 invånare per kvadratkilometer. Närmaste större samhälle är Berwick-upon-Tweed, 17,4 km norr om Ford. Trakten runt Ford består i huvudsak av gräsmarker.